# Regnitzradweg
Der Regnitzradweg ist ein Flussradweg in Franken und verläuft zwischen Nürnberg und Bamberg, erstreckt sich über die Gebiete der Städteregion Nürnberg, Fränkische Schweiz, Steigerwald und Haßberge und wird von den Flussläufen der Regnitz und der Pegnitz sowie vom Lauf des Main-Donau-Kanals geprägt. Zur Befahrung des Radweges sind zwei Varianten möglich. Die Talroute erstreckt sich über eine Länge von 85 km, die Kanalroute hat eine Länge von 75 km.